# Basilewskynia muelleri
Basilewskynia muelleri är en skalbaggsart som beskrevs av Louis Burgeon 1932. Basilewskynia muelleri ingår i släktet Basilewskynia och familjen Cetoniidae. Inga underarter finns listade.